# Sea Otter Classic
La Sea Otter Classic est une manifestation sportive organisée à Monterey en Californie depuis 1991. Son nom fait référence à la loutre de mer (Sea otter en anglais), mammifère vivant sur les côtes californiennes. Elle comprend plusieurs compétitions de vélo tout terrain, ouvertes aux professionnels, aux amateurs et aux débutants, des courses sur route, et une cyclosportive (Gran Fondo). En 2008, la Sea Otter Classic a rassemblé 10 000 participants et 50 000 spectateurs.
La compétition de cross-country fait partie du calendrier international de l'Union cycliste internationale. La course sur route fait partie de l'USA Cycling National Racing Calendar, calendrier de courses américaines. Jusqu'en 2005, c'était une course par étapes. Elle est devenue une course en ligne de 2006 à 2008. En 2009 et 2010, elle était composée de 3 épreuves : un critérium, une course en ligne et une course de circuit. En 2011, un contre-la-montre s'y ajoute, et un classement général aux points est créé.

## Palmarès

### Course de cross-country
| Année | Vainqueur hommes | Vainqueur femmes   |
| ----- | ---------------- | ------------------ |
| 1998  | Cadel Evans      |                    |
| 1999  | Cadel Evans      | Alison Dunlap      |
| 2000  | Bas van Dooren   | Laurence Leboucher |
| 2001  | Bart Brentjens   | Caroline Alexander |
| 2002  | Roland Green     | Alison Dunlap      |
| 2003  | Roland Green     | Alison Dunlap      |
| 2004  | Filip Meirhaeghe | Alison Dunlap      |
| 2005  | Geoff Kabush     | Alison Sydor       |
| 2006  | Liam Killeen     | Gunn-Rita Dahle    |
| 2007  | Geoff Kabush     | Georgia Gould      |
| 2008  | Miguel Martinez  | Kelli Emmett       |
| 2009  | Christoph Sauser | Georgia Gould      |
| 2010  | Burry Stander    | Georgia Gould      |
| 2011  | Todd Wells       | Emily Batty        |
| 2012  | Geoff Kabush     | Georgia Gould      |
| 2013  | Miguel Martinez  | Marianne Vos       |
| 2014  | Christoph Sauser | Marianne Vos       |
| 2015  | Nino Schurter    | Catharine Pendrel  |

### Courses sur route
Podiums hommes
| Année | Vainqueur                                                                                            | Deuxième                                         | Troisième                                 |
| ----- | --- | ------------------------------------------------ | ----------------------------------------- |
| 1998  | Trent Klasna                                                                                         | Gordon Fraser                                    | Thurlow Rogers                            |
| 1999  | Frank McCormack                                                                                      | Gordon Fraser                                    | Levi Leipheimer                           |
| 2000  | Jamie Drew                                                                                           | Scott Moninger                                   | Harm Jansen                               |
| 2001  | Trent Klasna                                                                                         | Eddy Gragus                                      | Vladimir Miholjevic                       |
| 2002  | Chris Horner                                                                                         |                                                  |                                           |
| 2003  | Nathan O'Neill                                                                                       | Tom Danielson                                    | Chris Horner                              |
| 2004  | Chris Horner                                                                                         | Michael Jones                                    | Charles Dionne                            |
| 2005  | Doug Ollerenshaw                                                                                     | Gordon Fraser                                    | Roman Kilun                               |
| 2006  | Matthew Rice                                                                                         | Karl Menzies                                     | Caleb Manion                              |
| 2007  | Course en circuit : Daniel Ramsey Course en ligne : Andrew Bajadali                                  | Brian Jensen Mark Walters                        | Frank Pipp Jesse Moore                    |
| 2008  | Course en circuit : Michael Grabinger                                                                | Brian Jensen                                     | David Clinger                             |
| 2009  | Critérium : Morgan Schmitt Course en ligne : Levi Leipheimer Course en circuit : Andy Jacques-Maynes |                                                  |                                           |
| 2010  | Critérium : Jeremy Vennell Course en ligne : Paul Mach Course en circuit : Paul Mach                 | Andy Jacques-Maynes Rob Britton Jared Barilleaux | Paul Mach Ben Jacques-Maynes Evan Huffman |
| 2011  | Francisco Mancebo                                                                                    | Andrés Diaz Corrales                             | Andy Jacques-Maynes                       |
| 2012  | Andy Jacques-Maynes                                                                                  | Morgan Schmitt                                   | Matt Cooke                                |
| 2013  | Kirk Carlsen                                                                                         | Justin Rossi                                     | Morgan Schmitt                            |
| 2014  | Critérium : Rémi Pelletier-Roy Course en circuit : Tyler Magner Course en ligne : Joe Schmalz        | Sam Bassetti Jacob Keough Garrett McLeod         | Jesse Anthony Luke Ockerby Adrien Costa   |
| 2015  | Critérium : Jason Lowndes Course en circuit : Daniel Holloway Course en ligne : Luis Lemus           | Fabrizio Von Nacher Adam De Vos Ulises Castillo  | Alex Darville Luis Lemus Matt Rodrigues   |
| 2016  | Critérium : Ulises Castillo Course en circuit : Peter Disera Course en ligne : Ulises Castillo       | Danick Vandale Connor McCutcheon Griffin Easter  | Edwin Ávila Michael Sheehan Eder Frayre   |

Podiums femmes
| Année | Vainqueur                                                                                            | Deuxième                                        | Troisième                                           |
| ----- | --- | ----------------------------------------------- | --------------------------------------------------- |
| 1998  | Clara Hughes                                                                                         | Karen Kurreck                                   | Marie Höljer                                        |
| 1999  | Anna Wilson                                                                                          | Lyne Bessette                                   | Emily Robbins                                       |
| 2000  | Petra Rossner                                                                                        | Mari Holden                                     | Elizabeth Emery                                     |
| 2001  | Anna Wilson                                                                                          | Kimberly Bruckner                               | Kimberly Anderson                                   |
| 2002  | Lyne Bessette                                                                                        | Kimberly Bruckner                               | Susan Palmer-Komar                                  |
| 2003  | Geneviève Jeanson                                                                                    | Lyne Bessette                                   | Manon Jutras                                        |
| 2004  | Lyne Bessette                                                                                        | Kristin Armstrong                               | Christine Thorburn                                  |
| 2005  | Kristin Armstrong                                                                                    | Tina Pic                                        | Christine Thorburn                                  |
| 2006  | Tina Pic                                                                                             | Lauren Tamayo                                   | Dorothy Bausch                                      |
| 2007  | Course en circuit : Shelley Olds Course en ligne : Jane Despas                                       | Anne Samplonius Maria Monica                    | Beverly Harper Jen Halladay                         |
| 2008  | Course en circuit : Tiffany Cromwell                                                                 | Shelley Olds                                    | Rachel Heal                                         |
| 2009  | Critérium : Kelly Benjamin Course en ligne : Tiffany Cromwell Course en circuit : Joanne Kiesanowski |                                                 |                                                     |
| 2010  | Critérium : Amanda Miller Course en ligne : Carmen Small Course en circuit : Alison Powers           | Meredith Miller Dotsie Bausch Katharine Carroll | Modesta Vžesniauskaitė Rebecca Much Katheryn Mattis |
| 2011  | Kristin Armstrong                                                                                    | Jade Wilcoxson                                  | Flavia Oliveira                                     |
| 2012  | Alison Powers                                                                                        | Olivia Dillon                                   | Jessica Cutler                                      |
| 2013  | Jacquelyn Crowell                                                                                    | Flavia Oliveira                                 | Jade Wilcoxson                                      |
| 2014  | Critérium : Kendall Ryan Course en circuit : Leah Kirchmann Course en ligne : Alison Tetrick         | Kendall Ryan Denise Ramsden Lex Albrecht        | Lex Albrecht Joelle Numainville Amy Charity         |
| 2015  | Critérium : Sara Bergen Course en circuit : Amber Gaffney Course en ligne : Denise Ramsden           | Maddy Boutet Leah Guloien Alison Jackson        | Ana Teresa Casas Jill McLaughlin                    |
| 2016  | Critérium : Cassandra Maximenko Course en circuit : Cassandra Maximenko                              | Vanessa Drigo Jennifer Tetrick                  | Anne-Marije Rook Kathleen Giles                     |